# Juillac (Corrèze)
Juillac település Franciaországban, Corrèze megyében. Lakosainak száma 1147 fő (2022. január 1.). Juillac Chabrignac, Salagnac, Concèze, Rosiers-de-Juillac, Segonzac, Saint-Cyr-les-Champagnes, Sainte-Trie és Saint-Mesmin községekkel határos.

## Népesség
A település népességének változása:
| Lakosok száma | 1452 | 1215 | 1089 | 1135 | 1138 | 1131 | 1126 | 1117 | 1125 | 1147 |
|               | 1968 | 1982 | 1999 | 2006 | 2011 | 2015 | 2017 | 2018 | 2020 | 2022 |